# Inga negrensis
Inga negrensis är en ärtväxtart som beskrevs av George Bentham. Inga negrensis ingår i släktet Inga och familjen ärtväxter. Inga underarter finns listade i Catalogue of Life.